# Lijst van geografische aanduidingen (België)
Dit is een sorteerbare lijst van geografische benamingen van Belgische landbouwproducten die in de Europese Unie erkend zijn, of waarvan de erkenning is aangevraagd. Het gaat om: 
- producten met een beschermde oorsprongsbenaming (BOB);
- producten met een beschermde geografische aanduiding (BGA);
- andere producten waarvan de geografische aanduiding (GA) is erkend binnen de Europese Unie.[1][2]

| Productnaam                                              | Producttype   | Land        | Categorie(*) | Jaar |
| -------------------------------------------------------- | ------------- | ----------- | ------------ | ---- |
| Balegemse jenever                                        | Gedistilleerd | B           | GA           | 1989 |
| Beurre d'Ardenne                                         | Levensmiddel  | B           | BOB          | 1996 |
| Brussels grondwitloof                                    | Levensmiddel  | B           | BGA          | 2006 |
| Côtes de Sambre et Meuse                                 | Wijn          | B           | BOB          | 2006 |
| Crémant de Wallonie                                      | Wijn          | B           | BOB          | 2009 |
| Escavèche de Chimay                                      | Levensmiddel  | B           | BGA          | 2017 |
| Fromage de Herve                                         | Levensmiddel  | B           | BOB          | 1996 |
| Jenever                                                  | Gedistilleerd | B, NL, F, D | GA           | 2008 |
| Vruchtenjenever                                          | Gedistilleerd | NL, B, D    | GA           | 2008 |
| Graanjenever                                             | Gedistilleerd | F, B, NL    | GA           | 2008 |
| Gentse azalea                                            | Levensmiddel  | B           | BGA          | 2006 |
| Geraardsbergse mattentaart                               | Levensmiddel  | B           | BGA          | 2006 |
| Hagelandse wijn                                          | Wijn          | B           | BOB          | 2004 |
| Haspengouwse wijn                                        | Wijn          | B           | BOB          | 2004 |
| Hasseltse jenever / Hasselt                              | Gedistilleerd | B           | GA           | 1989 |
| Heuvellandse wijn                                        | Wijn          | B           | BOB          | 2009 |
| Jambon d'Ardenne                                         | Levensmiddel  | B           | BGA          | 1996 |
| Jonge jenever / jonge genever                            | Gedistilleerd | NL, B       | GA           | 2008 |
| Korn / Kornbrand                                         | Gedistilleerd | D, B, A     | GA           | 2008 |
| Liers vlaaike                                            | Levensmiddel  | B           | BGA          | 2012 |
| Limburgse vlaai                                          | Levensmiddel  | NL, B       | BGA          | 2022 |
| Maasvallei Limburg                                       | Wijn          | B, NL       | BOB          | 2016 |
| Miel wallon                                              | Levensmiddel  | B           | BGA(**)      | 2017 |
| O' de Flander-Oost-Vlaamse Graanjenever                  | Gedistilleerd | B           | GA           | 2008 |
| Oude jenever / oude genever                              | Gedistilleerd | NL, B       | GA           | 2008 |
| Pâté gaumais                                             | Levensmiddel  | B           | BGA          | 2001 |
| Pèkèt de Wallonie                                        | Gedistilleerd | B           | GA           | 1989 |
| Plate de Florenville                                     | Levensmiddel  | B           | BGA          | 2013 |
| Poperingse hopscheuten                                   | Levensmiddel  | B           | BGA          | 2012 |
| Potjesvlees uit de Westhoek                              | Levensmiddel  | B           | BGA          | 2013 |
| Saucisson d'Ardenne / Collier d'Ardenne / Pipe d'Ardenne | Levensmiddel  | B           | BGA          | 2014 |
| Saucisson gaumais                                        | Levensmiddel  | B           | BGA(**)      | 2021 |
| Vin de pays des jardins de Wallonie                      | Wijn          | B           | BGA          | 2006 |
| Vin mousseux de qualité de Wallonie                      | Wijn          | B           | BOB          | 2009 |
| Vlaams-Brabantse tafeldruif                              | Levensmiddel  | B           | BOB          | 2007 |
| Vlaamse landwijn                                         | Wijn          | B           | BGA          | 2008 |
| Vlaamse laurier                                          | Levensmiddel  | B           | BGA          | 2013 |
| Vlaamse mousserende kwaliteitswijn                       | Wijn          | B           | BOB          | 2009 |
| Vlees van het rood ras van West-Vlaanderen               | Levensmiddel  | B           | BOB          | 2017 |

- BGA: beschermde geografische aanduiding
- BOB: beschermde oorsprongsbenaming
- GA: geografische aanduiding.